# Meczka (obwód Ruse)
Meczka (bułg. Мечка) – wieś w Bułgarii, w obwodzie Ruse, w gminie Iwanowo. Według danych szacunkowych Ujednoliconego Systemu Ewidencji Ludności oraz Usług Administracyjnych dla Ludności, 15 czerwca 2020 roku miejscowość liczyła 573 mieszkańców.

## Zabytki
Do rejestru zabytków wpisane są:
- Cerkiew pw św. Pawła i Piotra[2]
- Pomnik przyrody „Pobit kamyk”